# 宋素卿
宋 素卿（そう そけい、生年不詳 - 嘉靖4年4月14日（1525年5月6日））は、中国明代後期（日本では戦国時代中期）に日本を拠点に日明貿易で活躍した貿易家である。寧波府鄞県の出身。寧波の乱の原因を引き起こした。

## 略歴

### 来日から遣明使へ
元々の名は朱縞。幼少の頃は歌唱を習っていたという。やがて倭商（日本商人）と取引を始め、明応5年（1496年）日本商人湯四五郎に従って日本へ渡り、素卿と改名してからは日本に拠点を置いて貿易に従事する。永正7年（1510年、明:正徳5年）には将軍足利義澄の使者として渡明し、宦官の劉瑾に黄金千両を贈り、前例のない飛魚服を得たという。永正8年の遣明船では細川船の綱司（正使）となって入明した。本来の勘合貿易では明から日本国王として遇された足利将軍が遣明船を派遣していたが、応仁の乱で将軍権力が衰え、細川政元ついで細川高国・大内義興らが畿内の権力を握ると、日明貿易船も堺商人と結んだ細川家と博多商人と結んだ大内家の2家が主宰するようになっていた。宋素卿が綱司となったのは細川船の方であり、大内船の方は了庵桂悟が勤めている。

### 寧波の乱の原因
大永3年（1523年、明：嘉靖2年）には細川高国が派遣した遣明船（綱司は僧侶の鸞岡瑞佐）の副使として再び渡航。このときの遣明船では、大内船（綱司は謙道宗設。3隻）が勘合符（前回の正徳次の勘合）を所持しており、細川船（1隻）が所有していたのは、幕府に求めた前々回の弘治8年次（1495年、日本側では明応4年）の古い勘合であり、明側の対日貿易港であった寧波に入港したのも大内船より遅いという、細川船にとってかなり不利な状況にあった。そこで宋素卿は寧波の市舶司大監である頼恩に賄賂を贈り、到着順に船内を臨検するという先例を覆して細川船を先に処置するよう便宜を図らせるとともに、嘉賓堂における席次も鸞岡瑞佐を謙道宗設の上位に置かせることに成功した。これらの措置に宗設ら大内船の一行は激怒し、鸞岡瑞佐を殺害。宋素卿を捕らえようと細川方を襲撃、遣明船を焼き払い、嘉賓館・東庫などを襲撃した。これに対し、明の官憲は細川船に荷担して鎮圧を図るが、大内方は退くことなく暴行を続けた。宋素卿は紹興城へ逃れたが、大内方の追跡により明の役人劉錦らが殺害された。この寧波の乱は、日明間の大きな外交問題となり、後に市舶司大監は廃止される。日明貿易は縮小を余儀なくされ、私貿易が増加、後期倭寇の激増（いわゆる嘉靖大倭寇）へとつながる事件となった（詳細は寧波の乱を参照）。宋素卿は捕らえられて死罪とされ、浙江按察司に投獄された後まもなく嘉靖4年（1525年）に獄死した。

## 歌舞伎における扱い
初代並木五瓶作の歌舞伎『楼門五三桐』（安永7年（1778年）4月大坂で初演）は、盗賊石川五右衛門を主人公とした演目で「絶景かな絶景かな」などの名台詞で知られるが、この作品の中で、五右衛門は明国の遺臣宋蘇卿の遺児という設定になっている。この宋蘇卿は、宋素卿と同音であり、名前を借りたものと思われる。しかし共通する要素は名前の読みだけで、他の設定は史実とかなり異なる。同作品の宋蘇卿は明の将軍という史実とは全く違った設定であり、真柴久吉（羽柴秀吉）の明出兵に際して戦死した。遺児の五右衛門は武智光秀（明智光秀）に育てられたため、久吉は五右衛門にとって実父・養父両方の仇となっているなど、荒唐無稽な設定となっている。並木五瓶がなぜ宋素卿と五右衛門を結びつけたのかは不明である。